# Aïn Tesra
Ain Tesra là một đô thị thuộc tỉnh Bordj Bou Arréridj, Algérie. Dân số thời điểm năm 2002 là 9.358 người.